# Ferdynand González Añón
Ferdynand González Añón, Fernando González Añón (ur. 17 lutego 1886 w Turís, zm. 27 sierpnia 1936 w Picassent) – hiszpański duchowny, błogosławiony Kościoła katolickiego.
Pochodził z religijnej rodziny, a jego rodzicami byli Fernando González Pons i Isabel Navarro Añón. Po otrzymaniu święceń kapłańskich w 1913 roku podjął pracę w parafii swoim rodzinnym mieście. W dniu 24 czerwca 1931 roku objął parafię Turís. W 1936 roku wybuchła wojna domowa w Hiszpanii. Aresztowano go 27 sierpnia 1936 roku w domu na terenie probostwa i następnego dnia został zabity. Jest jedną z ofiar antykatolickich prześladowań religijnych okresu wojny domowej w Hiszpanii.
Ferdynanda González Añóna beatyfikował Jan Paweł II w dniu 11 marca 2001 roku jako męczennika zamordowanego z nienawiści do wiary (łac. odium fidei) w grupie 232 towarzyszy Józefa Aparicio Sanza.